# Панченко Олексій Якович
Олексі́й Я́кович Па́нченко (нар. 10 (23) березня 1907 — пом. 15 жовтня 1943) — радянський військовик часів Другої світової війни, стрілець 1-го стрілецького батальйону 1318-го стрілецького полку 163-ї стрілецької дивізії (27-а армія, Воронезький фронт), рядовий. Герой Радянського Союзу (1943).

## Життєпис
Народився 23(10) березня 1907 року в селі Калантаєві Стецівської волості Олександрійського повіту Херсонської губернії (нині — Світловодський район Кіровоградської області) в селянській родині. Українець.
Навчався у рідному селі, працював у місцевому колгоспі. З 1930 по 1933 роки проходив дійсну військову службу в РСЧА авіаційним механіком на аеродромі в Прилуках Чернігівської області. Після демобілізації працював на прилуцькому меблевому комбінаті.
З початком німецько-радянської війни опинився на тимчасово окупованій ворогом території. Вдруге призваний до лав РСЧА польовим військкоматом 20 вересня 1943 року.
Особливо відзначився в боях на правому березі Дніпра. 11 жовтня 1943 року в бою за село Гута-Межигірська Вишгородського району Київської області першим увірвався до села, вогнем з автомата знищив двох вартових, що охороняли склад з боєприпасами, і захопив склад. Коли супротивник перейшов у контратаку, рядовий Панченко відкрив вогонь з автомата по наступаючому ворогові та закидав його гранатами, внаслідок чого 5 фашистів було знищено, а решта відступили. Наступного дня на світанку разом зі своїм відділенням на краю лісу був обстріляний німецьким кулеметником і автоматниками. Тоді рядовий панченко обійшов ворога з флангу й закидав гранатами.
15 жовтня 1943 року загинув у бою. Похований в селі Гута-Межигірська.

## Нагороди
Указом Президії Верховної Ради СРСР від 29 жовтня 1943 року за зразкове виконання бойових завдань командування на фронті боротьби з німецькими загарбниками та виявлені при цьому відвагу і героїзм, рядовому панченку Олексію Яковичу присвоєне звання Героя Радянського Союзу (посмертно).